# Генератор (завод)
Завод «Генератор» — підприємство розташоване в Оболонському районі Києва.

## Історія
- 1959 рік — утворення Київського приладобудівного заводу.
- 1960 рік — опанування серійного виробництва ламп зворотної хвилі магнетронного типу «Мачта».
- 1967 рік — утворення Спеціального конструкторського бюро при Київському приладобудівному заводі з розробки НВЧ електронних приладів.
- 1970 рік — утворення виробничого об'єднання «Октава», до складу якого увійшли Київський приладобудівний завод (завод «Генератор»), НДІ «Оріон», завод «Прожектор» (м. Малин), НДІ «Сатурн».
- 1978 рік — утворення заводу «Акорд» (проммайданчик № 2 заводу «Генератор») для виробництва електронних твердотільних приладів та складних виробів господарського та побутового призначення.
- 1979 рік — утворення Особливого конструкторського бюро машинобудування при заводі «Генератор» з розробки спеціалізованого технологічного обладнання.
- 1981 рік — завод нагороджено орденом Трудового Червоного Прапора
- 1991 рік — утворення на базі підприємств ВО «Октава» самостійних юридичних осіб: ДП завод «Генератор», ДП СКБ «Спектр», ДП ОКБМ «Модуль», ДП НДІ «Оріон», ДП завод «Прожектор».

В 1993 році за ліцензією французької фірми «Шлюмберже-Индастри» було освоєно виробництво мембранних газових лічильників «Октава».
1 червня 1999 року житловий фонд заводу (шість гуртожитків) був переданий до комунальної власності.
Станом на початок червня 2002 року, чисельність робітників підприємства складала 2050 осіб.

До початку 2008 року завод виготовляв електроваукуумні прилади мікрохвильового діапазону. Основною продукцією підприємства були магнетрони, клістрони, лампи бігучої й зворотньої хвиль, напівпровідникові прилади СВЧ-діапазону (перемикачі, атенюатори, модулятори, генератори на діодах Ганна), дугогасні вакуумні камери й вакуумні вимикачі..
Економічна криза, яка розпочалася в 2008 році вже до осені 2008 року ускладнила ситуацію заводу, в лютому 2009 року завод припинив виробництво. До листопада 2010 року завод знаходився в стані банкрутства, сума заборгованості підприємства становила 7,098 млн. гривень.
У 2011—2013 роках ситуація підприємства покращилася.